# Gare de Lyon-Est
Pour les articles homonymes, voir Gare de Lyon.
La gare de Lyon-Est était une gare ferroviaire française située à Lyon. C’était la gare tête de ligne du chemin de fer secondaire d'intérêt local de l'Est de Lyon. Fermée dans les années 1950, elle a été détruite par la suite.

## Histoire
Le Chemin de fer de l'Est lyonnais était un chemin de fer secondaire qui reliait la gare de l'Est à Saint-Genix-d'Aoste (via Crémieu, Jallieu et Montalieu). Deux embranchements desservaient respectivement Montalieu et Jallieu.
Lyon-Est, en tant que gare terminus, possédait un bâtiment plus grand que les autres petites gares en pierre du Chemin de fer de l'Est de Lyon. Il s'agissait d'un bâtiment allongé sans étage comportant 13 travées sous toiture à deux versants, toutefois, il était construit en pans de bois avec un remplissage de briques. Il pourrait s'agir d'un bâtiment provisoire prévu pour être remplacé par un bâtiment plus imposant qui n'a jamais été construit[réf. nécessaire].
La gare de Lyon-Est était embranchée sur les voies du PLM à l'ancienne gare marchandises de Lyon-Part-Dieu, détruite pour faire place à l'actuelle gare de voyageurs.
Elle abrita durant quelques années les guichets de vente de la société VFD (Régie Départementale des Voies ferrées du Dauphiné) pour les autocars reliant Lyon à Pont-de-Chéruy, Crémieu, Morestel, Chambéry par Yenne et Aoste, Genas, Azieu et Meyzieu.
Par la suite, elle resta la gare terminus des autocars VFD de cette ligne durant les années 1980 et 1990. Elle perdit ce statut au profit de la gare de Lyon Part-Dieu.
Une station de bus des TCL (ligne C11) portait le nom de Gare de l'Est. Mais cet arrêt se nomme Felix Faure depuis 2013 et le prolongement de la ligne T4 du tramway, une station du même nom se trouvant à proximité. Le 1er septembre 2014, cette même station du tramway est renommé Archives Départementales du fait qu'elle dessert le bâtiment du service des Archives du département du Rhône et de la métropole de Lyon. Cet arrêt du C11 prend lui aussi le nom d'Archives Départementales.   
|  |  |